# 톈궁 계획
톈궁 계획(중국어: 天宫, 병음: Tiāngōng)은 우주실험실 톈궁 1호와 톈궁 2호를 통해, 최종적으로 미르에 맞먹는 다모듈 우주정거장 톈궁 우주정거장을 건설하는 계획이다. 1992년 921-2 프로젝트로 시작되었으며, 2020년 국제우주정거장의 퇴역과 동시에 취역할 예정이었지만 계획이 2022년으로 미뤄졌다.

## 세부 계획

### 우주 실험실 단계
지구 저궤도 우주 정거장 개발의 첫 단계는 "우주 실험실"로, "톈궁 우주실험실" 3개를 발사한다.

#### 톈궁 1호 ("표적항공기")

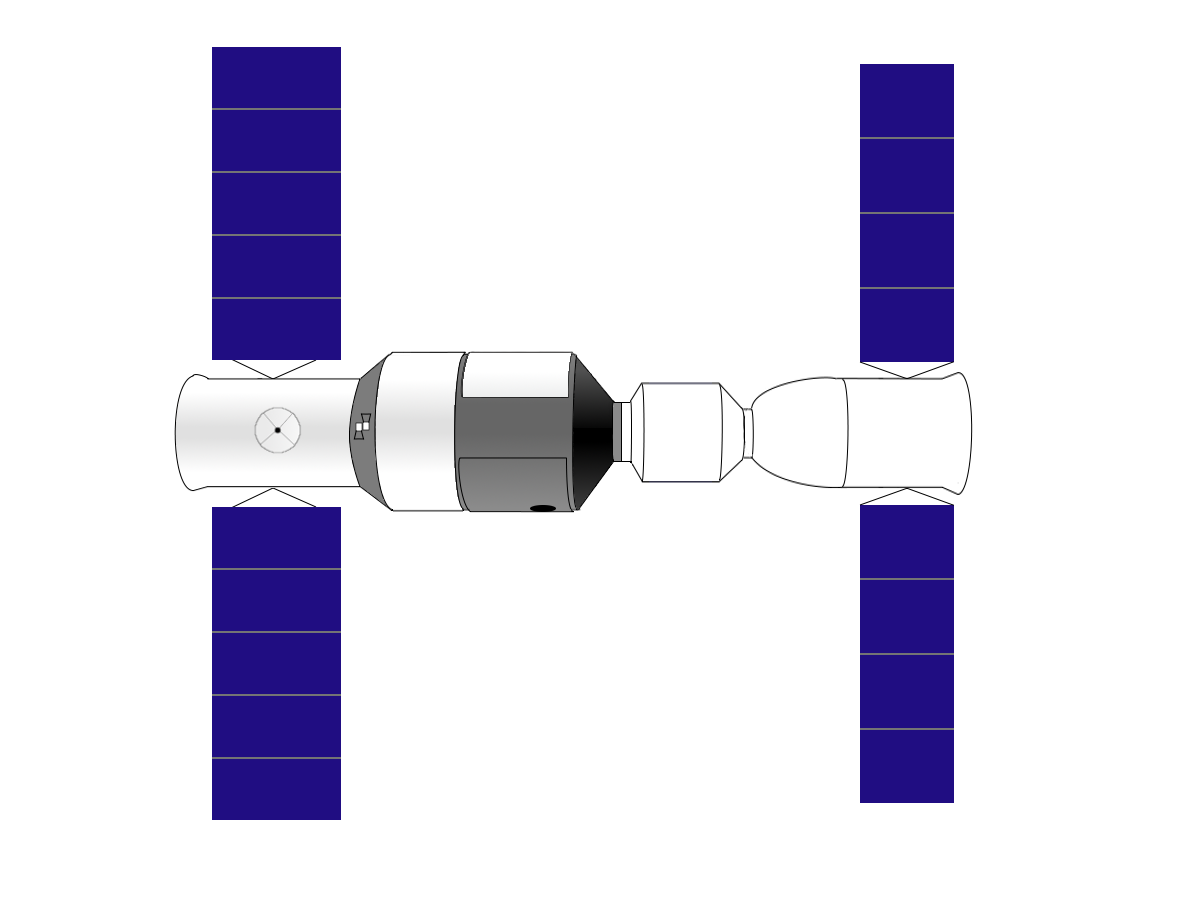
톈궁 1호에 도킹한 선저우 우주선의 모습.

톈궁 1호 표적항공기(중국어: 天宫一号目标飞行器)는 추진 모듈, 실험용 가압 모듈로 나뉘며, 양 끝에는 도킹 장치가 있다. 전방 도킹 장치는 자동 도킹이 가능하다. 길이는 10.5 m, 지름은 3.4 m, 무게는 약 8000 kg이다. 2011년 9월 29일 발사되었으며, 승무원 셋이 단기간 체류하게끔 설계되었다. 추진 모듈에 있던 두 번째 도킹 장치는 언론에 공개되지 않았다. 2018년 4월 2일 0시 16분 (UTC) 지구 대기권으로 재진입해 연소되었다.

#### 톈궁 2호 ("우주실험실")

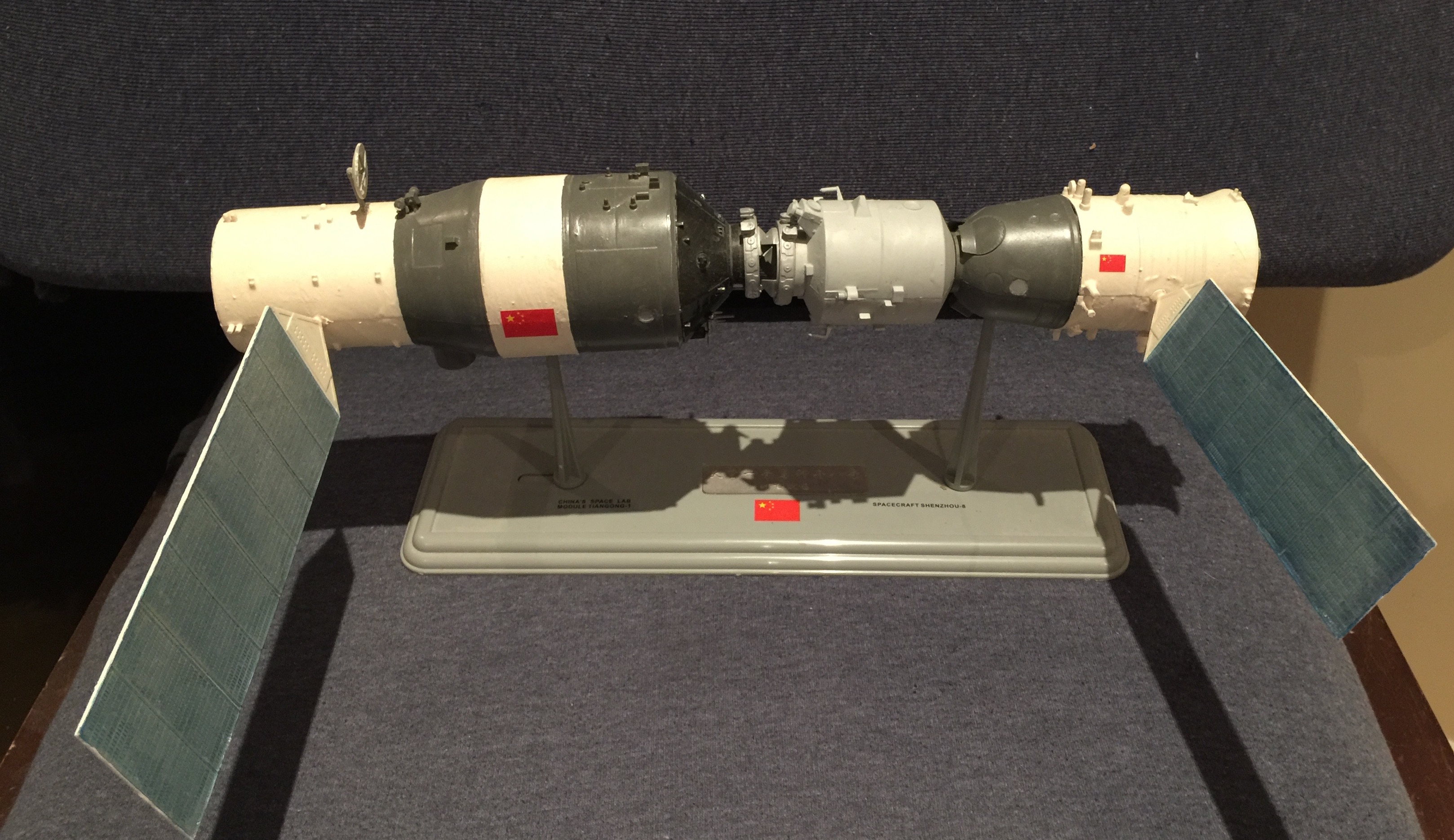
톈궁 2호에 도킹한 선저우 우주선의 모델.

톈궁 2호 공간실험실(중국어: 天宫二号空间实验室)과 톈궁 3호 공간실험실(중국어: 天宫三号空间实验室)은 모두 단일 모듈 정거장으로서, 길이 14.4 m,지름 4.2 m, 무게 20000 kg로 제작될 예정이었다. 톈궁 2호는 승무원 2명을 20일간, 3호는 3명을 40일간 지낼 수 있게 할 생명 유지 장치를 구비할 예정이었다. 하지만 이후 2호와 3호는 2호 하나로 통합되었고, 크기 또한 무게 10000 kg 이하로 줄어들었다. 톈궁 2호는 2016년 9월 15일 발사되었다.

### 대형 우주정거장 단계
중국은 현재 ISS와 미르에 이은, 세계에서 세 번째로 큰 다모듈 우주정거장 "톈궁"을 건설할 계획을 세우고 있다. 우주 실험실 단계에서 제작한 모듈을 합해, 대형 정거장 톈궁을 제작한다.
- 핵심 선실 모듈 톈허 – 톈궁 3호의 디자인을 기반으로 하여, 미르 핵심 모듈과 유사하게 제작된다. 길이는 18.1 m, 지름 4.2 m이며 발사 중량은 20 ~ 22톤이다. 모듈 중 제일 먼저 발사될 예정이다.[10]
- 실험실 모듈 1 멍톈·실험실 모듈 2 원톈 – 톈궁 2호의 디자인을 기반으로 한다. 길이는 각각 14.4 m, 지름은 4.2 m, 발사 중량은 20 ~ 22톤이다.[10]
- 선저우 – 유인선
- 톈저우 – 무인 화물 우주선

톈궁 우주정거장은 2020년부터 2022년까지 건설되어, 10년간 운용할 계획이다. 전체 무게는 약 60000 kg으로 예정되어 있으며, 승무원 3명이 장기 체류할 수 있다.